# Ridaküla (Elva)
Ridaküla – wieś w Estonii, w prowincji Tartu, w gminie Elva.